# Balmorhea (groupe)
Pour les articles homonymes, voir Balmorhea.
Balmorhea est un groupe de post-rock instrumental majoritairement acoustique américain, originaire d'Austin, dans le Texas. Il tire son nom d'une ville située au milieu du désert texan. Parmi leurs influences, on compte Debussy, Ludwig van Beethoven, Arvo Pärt et Ludovico Einaudi

## Biographie
Le groupe auto-produit son premier album auto-intitulé Balmorhea, en avril 2007, et leur deuxième album, Rivers Arms, en février 2008. Ils publient aussi un EP limité à la fin 2008. Le groupe publie son premier album studio, All is Wild, All is Silent chez Western Vinyl Records. Leur quatrième album, Constellations, et publié en février 2010 chez Western Vinyl, et leur cinquième, Stranger, est publié en octobre 2012. Le groupe publie Heir 7" en 2014 en parallèle à la réédition de leur premier album éponyme en 2007. Leur chanson Bowsprit, extrait de l'album Constellations, est utilisée comme thème d'ouverture pour la série télévisée Rectify diffusée sur SundanceTV.
Balmorhea tourne aux États-Unis et en Europe huit fois avec des dates qui comprennent Tortoise, Thurston Moore, Fleet Foxes, Mono, CocoRosie, Sharon Van Etten, Damien Jurado, et Efterklang.

## Membres
- Rob Lowe — guitare, piano, mélodica, banjo
- Michael Muller — guitare, banjo, piano
- Aisha Burns — violon
- Nicole Kern — violoncelle
- Travis Chapman — contrebasse
- Kendall Clark — batterie

## Discographie
- 2007 : Balmorhea
- 2008 : Rivers Arms
- 2008 : Tour EP
- 2009 : All is Wild, All is Silent
- 2010 : Constellations
- 2011 : Live at Sint-Elisabethkerk
- 2012 : Stranger
- 2017 : Clear language
- 2021: The Wind

## Musique de film
- 2018 : Un homme pressé d'Hervé Mimran